# Смирнов, Юрий Васильевич (поэт)
Смирнов, Юрий Васильевич (27 августа 1933 — 22 ноября 1978) — советский поэт.

## Биография
Родился 27 августа в Архангельске, с 1946 года жил в Москве. После окончания средней школы поступил в Высшее инженерно-техническое училище Военно-морского флота в Ленинграде, однако был отчислен с 4-го курса в 1956 году. В 1957 году поступил в Московский институт инженеров городского строительства и окончил его в 1959 году.
С начала 1960-х годов публикует стихи в журналах «Смена», «Новый мир», «Знамя», «Юность», «Москва», «Сельская молодёжь», а также в газетах «Известия», «Вечерняя Москва», «Московский комсомолец» и др.. Член Союза писателей с 1970 года. С 1976 года - слушатель Высших литературных курсов в семинаре Александра Межирова.
В ночь с 21 на 22 ноября 1978 года тело Юрия Смирнова было обнаружено на заднем крыльце Центрального дома литераторов. Обстоятельства смерти не установлены.

## Список изданных книг
- Обруч. М., Советский писатель, 1969.
- Времена года. М., Советский писатель, 1974.
- День рождения. М., Молодая гвардия, 1976.
- Знаки. М., Советский писатель, 1980.
- Слова на бумаге. М., Культурный слой, 2004 (Редактор-составитель Герман Лукомников).